# غواغواسي (فلم)
غواغواسي (بالإسبانية: Guaguasi)، هُو فيلم كوميدي دومينيكاني صدر سنة 1983، وأخرجه Jorge Ulla. اختير الفيلم ليكون الترشيح الرسمي لدولة جمهورية الدومينيكان للتنافس على نيل جائزة الأوسكار لأفضل فيلم بلغة أجنبية خلال حفل توزيع جوائز الأوسكار السادس والخمسين، لكنه لم يُختر ضمن القائمة النهائية للجائزة.

## طاقم التمثيل
- Orestes Matacena في دور غواغواسي.
- Marilyn Pupo في دور مارينا.
- Raimundo Hidalgo-Gato في دور مويا.
- Marco Santiago في دور راؤول.
- Rolando Barral في دور خورخي مونسييل.
- Clara Hernandez في دور إيزابيل.
- Jose Bahamonde في دور فلور.
- Oswaldo Calvo في دور أكوستا.
- Mercedes Enriquez في دور إليزا.

## وصلات خارجية
- مقالات تستعمل روابط فنية بلا صلة مع ويكي بيانات